# 和気高作
和気 高作（わけ の たかつくり）は、平安時代初期から前期にかけての貴族。氏姓は讃岐朝臣のち和気朝臣。官位は従五位上・図書頭。

## 経歴
承和14年（847年）外従五位下に叙せられ、仁明朝末の嘉祥3年（850年） 内位の従五位下となる。斉衡2年（855年）伯耆守と文徳朝後半は地方官を務めた。
清和朝に入り、貞観5年（863年）従五位上に昇叙され、翌貞観6年（864年）一族の右大史・讃岐時雄及び右衛門少志・讃岐時人らと共に讃岐朝臣から和気朝臣に改姓した。貞観7年（865年）図書頭に任ぜられている。

## 官歴
『六国史』による。
- 時期不詳：正六位上
- 承和14年（847年） 正月7日：外従五位下
- 嘉祥3年（850年） 正月7日：従五位下（内位）
- 斉衡2年（855年） 正月15日：伯耆守
- 貞観5年（863年） 正月7日：従五位上
- 貞観6年（864年） 8月17日：讃岐朝臣から和気朝臣に改姓
- 貞観7年（865年） 3月9日：図書頭